# 小行星5728
小行星5728（5728 Umbertobenvenuti）是一颗围绕太阳公转的小行星。1988年1月20日，亨利·德波鸿诺在拉西拉天文台发现了此天体。
这颗小行星的绝对星等为226.9629932264683等。